# Timana guenoti
Timana guenoti är en fjärilsart som beskrevs av Claude Herbulot 1981. Timana guenoti ingår i släktet Timana och familjen mätare. Inga underarter finns listade i Catalogue of Life.